# Gary Rochette
Gary Rochette, né le 6 janvier 1990, est un footballeur international tahitien, évoluant au poste de milieu de terrain au sein du club de l'AS Manu-Ura.

## Carrière
Joueur du Taravao AC et de l'AS Manu-Ura, Gary Rochette est international tahitien en 2011 lors d'un match amical contre la Nouvelle-Calédonie puis lors des Jeux du Pacifique de 2011 et à une occasion en 2013, à savoir le dernier match des éliminatoires de la Coupe du monde 2014. Cependant, il ne participe pas à la Coupe des Confédérations 2013, avec les Toa Aito. Auparavant, il a participé à la Coupe du monde de football des moins de 20 ans 2009 et a été expulsé contre le Venezuela lors du second match.